# Dysiatus melas
Dysiatus melas är en skalbaggsart som beskrevs av Francis Polkinghorne Pascoe 1869. Dysiatus melas ingår i släktet Dysiatus och familjen långhorningar.
Artens utbredningsområde är Sulawesi. Inga underarter finns listade i Catalogue of Life.